# Sylvio Cator
Sylvio Paul Cator, né le 9 octobre 1900 à Cavaillon et mort le 22 juillet 1952 à Port-au-Prince, est un athlète haïtien spécialiste du saut en longueur, médaillé d'argent lors des Jeux olympiques d'été de 1928 à Amsterdam.

## Biographie
Issu d'une famille de négociants en coton et fils du général Joseph Milien Cator, Sylvio Cator a fait ses classes au collège Saint-Louis de Gonzague de Port-au-Prince. Sa famille quitte le pays en 1911 pour Kingston en Jamaïque, son père étant un proche collaborateur du président déchu Antoine Simon. À son retour en 1918, il exerce comme sténodactylographe auprès du gouvernement haïtien. Il pratique de nombreux sports dans sa jeunesse dont le football, évoluant au Trivoli Athletic Club, au Racing Club haïtien et étant membre de la sélection nationale.
Sylvio Cator débute l'athlétisme en 1921 et décide de se consacrer exclusivement à la discipline en 1924. Ses records sont alors de 7 m 31 à la longueur, 1 m 85 à la hauteur et 11 secondes au 100 mètres. Afin de renforcer un sentiment de fierté nationale à l'égard de l'occupant américain, plusieurs personnalités haïtiennes décident de former un comité olympique permettant aux meilleurs athlètes du pays de se distinguer au niveau international. C'est ainsi qu'il se rend aux Jeux olympiques d'été à Paris accompagné notamment par son ami André Théard. Mal préparé, isolé et en méforme physique, il termine 15e du saut en hauteur et 12e du saut en longueur. Il reste dans la capitale afin de perfectionner sa connaissance du français. Il y poursuivra ultérieurement des études à HEC. Après avoir repris la compétition en juillet 1925, il porte son record à la longueur à 7 m 49 à Metz, puis à 7 m 53 le 30 août au stade Pershing. Il part en tournée en Europe centrale où il remporte tous ses concours, égalant sa performance à Budapest puis l'améliorant à 7 m 65 à Vienne début septembre. Il est alors entraîné par François Quilgars au C.A.S.G..
Trois ans plus tard, l'Haïtien dispute les Jeux olympiques d'été de 1928 d'Amsterdam où il fait figure de favori du concours de la longueur en témoigne un saut mesuré à 7 m 71 en début de saison. Une faute de pied lors du dernier saut le prive de la victoire, il doit alors se contenter de la médaille d'argent avec 7 m 58, derrière l'Américain Ed Hamm. Le 9 septembre 1928, au stade olympique de Colombes, Cator améliore de 3 cm le record du monde de la discipline détenu par Hamm en réalisant 7,937 m. Il est ovationné par la foule et félicité par l'ensemble des athlètes présents. Son record tiendra trois ans. Accueilli en héros lors de son retour au pays, il reçoit de nombreux cadeaux dont une Chrysler décapotable. En 1929, il aurait sauté plus de 8 mètres lors d'un meeting à Port-au-Prince, ce résultat n'a cependant pas été homologué, probablement en raison d'un vent trop favorable.
Les Jeux olympiques d'été de 1932 à Los Angeles voient sa troisième participation. Blessé à la cheville, il ne peut mieux faire qu'une 9e place avec un meilleur saut mesuré seulement à 5 m 93. Il déclare par la suite vouloir rester dans la ville afin de tenter de battre le nouveau record du monde. À l’occasion de la célébration du championnat organisé par le syndicat du sport à Bergerac en France, il a remporté la première place en hauteur avec un saut de 1,8 m ainsi que la course du 100 m qu’il a réalisée en 11 secondes. En 1932, il devient président de la Fédération sportive d'Haïti.
L'athlète fut le propriétaire de l’hôtel « Le Savoy », sis au Champ de Mars, au cœur de la capitale d'Haïti, son établissement était fréquenté par l’élite du pays et recevait fréquemment la visite du Président de la République Paul Eugène Magloire. Conseiller à la mairie de Port-au-Prince, il a supervisé le premier bureau du tourisme en Haïti. Il fut ensuite élu maire en 1946 puis député de la circonscription d’Aquin, Saint-Louis du Sud et Cavaillon en 1950. Il meurt prématurément en 1952 d'une asphyxie. Il eut des funérailles nationales.

## Palmarès
- Jeux olympiques d'été de 1928 à Amsterdam :
  -  Médaille d'argent du saut en longueur

## Hommage
Le « stade national d'Haïti » à Port-au-Prince, qui a été achevé en 1952, année de sa mort, a été baptisé en son honneur.
Le 16 août 1958, un timbre à son effigie est mis en circulation.